# 이치아르 이투뇨
이치아르 이투뇨(Itziar Ituño, 1974년 6월 18일 ~ )는 스페인의 배우이다. 넷플릭스 드라마 《종이의 집》의 라켈 무리요 역으로 유명하다.